# Amstel Curaçao Race
Das Amstel Curaçao Race war ein von 2002 bis 2014 jährlich im November auf der Insel Curaçao (ehemals Niederländische Antillen) stattfindendes Radsport-Kriterium, das bei vielen europäischen Spitzenfahrern als entspannter Saisonausklang beliebt war. Mit der finanziellen Unterstützung der Niederländischen Brauerei „Amstel“, die auch dem bekannten Amstel Gold Race ihren Namen gibt, wurden jedes Jahr Rennfahrer mit großen Namen auf die karibische Insel eingeladen. Organisator war der ehemalige Radprofi Leo van Vliet, seines Zeichens Tour-Etappensieger und Chef des Amstel Gold Race, der das Event zusammen mit Erik Breukink, ebenfalls ein erfolgreicher Radprofi und Sportlicher Leiter des Teams Rabobank, ins Leben rief. Seit der ersten Edition des Kriteriums wurde der Kurs einmal verändert, mit Längen von 86,1 und 73,6 Kilometern blieb die Distanz aber im üblichen Bereich für Kriterien.
Im Jahr 2014 gab der Organisator Leo van Vliet bekannt, dass die bevorstehende 12. Austragung die letzte sein werde. Als Grund nannte er den durch die Globalisierung des Radsports ausgedehnten Rennkalender, welche es schwerer mache, Topfahrer für das Rennen einzuladen. Zudem sei mit dem durch die finanzstarke Amaury Sport Organisation ausgerichteten Saitama Criterium eine Konkurrenz entstanden, der er mit einem Budet von 200.000 € nicht gewachsen sei.
Bei den zwölf Austragungen gewannen allesamt europäische Profis, der Spanier Alberto Contador und der Niederländer Niki Terpstra trugen sich mit jeweils zwei Siegen als einzige Fahrer mehrmals in die Siegerliste ein.

## Siegerliste Männer
| Jahr | Länge   | Sieger             | Zweiter             | Dritter           |
| ---- | ------- | ------------------ | ------------------- | ----------------- |
| 2002 | 86,1 km | Michael Boogerd    | Paolo Bettini       | Stefan Van Dijk   |
| 2003 | 86,1 km | Peter Van Petegem  | Alejandro Valverde  | Michael Boogerd   |
| 2004 | 73,6 km | Óscar Freire       | Max Van Heeswijk    | Davide Rebellin   |
| 2005 | 73,6 km | Tom Boonen         | Paolo Savoldelli    | Pieter Weening    |
| 2006 | 73,6 km | Alejandro Valverde | Fränk Schleck       | Erik Dekker       |
| 2007 | 73,6 km | Alberto Contador   | Thomas Dekker       | Fränk Schleck     |
| 2008 | 73,6 km | Andy Schleck       | Stijn Devolder      | Theo Bos          |
| 2009 | 73,6 km | Alberto Contador   | Thor Hushovd        | Koos Moerenhout   |
| 2010 | 73,6 km | Fränk Schleck      | Alessandro Petacchi | Niki Terpstra     |
| 2011 | 73,6 km | Marcel Kittel      | Andy Schleck        | Johnny Hoogerland |
| 2012 | 73,6 km | Niki Terpstra      | Marc de Maar        | Thomas De Gendt   |
| 2013 | 73,6 km | Johnny Hoogerland  | Jan Bakelants       | Marc de Maar      |
| 2014 | 73,6 km | Niki Terpstra      | Sebastian Langeveld | Tim Wellens       |

## Siegerliste Frauen
| Jahr | Siegerin       |
| ---- | -------------- |
| 2011 | Chantal Baak   |
| 2012 | Marianne Vos   |
| 2013 | Ellen van Dijk |

## Weitere Wertungen
Neben der Hauptwertung wurde oft eine gesonderte Wertung für den besten nicht-europäischen bzw. einheimischen Fahrer geführt:
| Jahr | Bester einheimischer Fahrer |
| ---- | --------------------------- |
| 2002 | Emile Abraham               |
| 2004 | Corwin Nicolina             |
| 2005 | Iwan Jonker                 |
| 2006 | Barry Bakker                |
| 2007 | Johan van den Berg          |
| 2010 | Gyasi Sulvaran              |

Seit 2009 fand außerdem zwei Tage vor dem Hauptrennen das Jan Thiel Criterium statt:
| Jahr | Sieger            |
| ---- | ----------------- |
| 2009 | Kenny Van Hummel  |
| 2010 | Koos Moerenhout   |
| 2011 | Johnny Hoogerland |
| 2012 | Lieuwe Westra     |

## Sonstiges
Die Kulisse der Karibik war für viele Fernsehsender und Zeitschriften oft eine attraktive Umgebung für Fotoshootings und Interviews mit den anwesenden Fahrern.

## Nachweise
1. ↑  Dokumentation des belgischen Senders "Sporza". Archiviert vom Original (nicht mehr online verfügbar) am 22. November 2011; abgerufen am 18. Juli 2018.  Info: Der Archivlink wurde automatisch eingesetzt und noch nicht geprüft. Bitte prüfe Original- und Archivlink gemäß Anleitung und entferne dann diesen Hinweis.
2. ↑  Mitteilung über Ende des Rennens auf der Facebookseite des Veranstalters
3. ↑  Pressemeldung zum ersten Jan Thiel Criterium (Seite nicht mehr abrufbar, festgestellt im August 2018. Suche in Webarchiven)  Info: Der Link wurde automatisch als defekt markiert. Bitte prüfe den Link gemäß Anleitung und entferne dann diesen Hinweis.
4. ↑  Fotoserien des Fotografen Tim De Waele (Memento vom 4. März 2016 im Internet Archive), abgerufen am 13. April 2024.